# 雄勝町 (宮城県)
雄勝町（おがつちょう）は、宮城県北東部に存在した、太平洋に面した町である。2005年（平成17年）4月1日、合併により新生石巻市の一部となった。
雄勝硯の産地として有名である。

## 地理
宮城県北東部桃生郡東端に位置し、東部は太平洋に面し、北に名振湾、南に雄勝湾を擁する町である。町の面積の80%以上を山林が占めるため、新田開発はほとんど行われず、集落は半島部沿岸の比較的平地の多いところに散在する。雄勝半島は南三陸金華山国定公園に指定されている。気候は海洋性気候で、平均気温は約13°Cである。また、バイオームは冷温帯で夏緑樹が生い茂っている。
- 山
  - 硯上山（けんじょう）
  - 小渕山
  - 明神山
  - 石峰山
  - 小富士山
- 湾
  - 名振湾
  - 雄勝湾

## 歴史

### 沿革
近世は桃生郡南方大肝入の支配下におかれ、近隣地域と総称して十五浜と呼んでいた。
- 1889年（明治22年）4月1日 - 町村制施行により、雄勝浜、明神浜、名振浜、船越浜、大須浜、熊沢浜、桑浜、立浜、大浜、小島浜、水浜、分浜が合併し、十五浜村（いそはまむら）が成立する。
- 1941年（昭和16年）4月1日 - 十五浜村が町制施行・改称し、雄勝町となる。
- 1964年（昭和39年）10月 - 町章を制定する[3] 。
- 2005年（平成17年）4月1日 -石巻市、桃生町、河南町、河北町、北上町、牡鹿町と合併し、新制「石巻市」となった。

### 雄勝の由来
雄勝（おがつ）の地名は一説によるとアイヌ語で「オ・カシ・ナイ」もしくは「オ・カシ・ペツ」というとなり、「川尻に・仮小屋がある・川」という意味である。ここでいう川は大原川と推測され、古くは大原川をのぼる魚を捕獲するために仮小屋が築かれたと思われる。

## 行政
- 閉町時の町長：山下壽郎

## 産業
- 産業別就業人口（2000年国勢調査）
  - 第一次産業：704人（28.9%）
  - 第二次産業：656人（27.0%）
  - 第三次産業：1,074人（44.1%）

### 水産業
カツオ・マグロ漁業の基地である雄勝漁港を中心にカツオの一本釣りや沿岸漁業が行われ、その鰯漁は有名である。また、そのカツオ・イワシなどの加工場も多く鰹節やなまり節、煮干、肥料などを生産している。各湾内ではワカメやホタテガイ、ノリ、カキなどの養殖が盛んである。

#### 域内の港
町内の漁港は以下の通りである 。
- 第二種漁港
  - 雄勝漁港
- 第一種漁港
  - 水浜漁港
  - 分浜漁港
  - 明神漁港
  - 小島漁港
  - 桑浜漁港
  - 羽坂漁港
  - 熊沢漁港
  - 大須漁港
  - 宇島漁港
  - 船越漁港
  - 荒漁港
  - 名振漁港

## 地域
- 2004年（平成16年）7月31日当時の世帯数は1,721世帯だった。

## 教育
全て雄勝町立、合併直前の2005年（平成17年）3月31日現在のもの。
中学校
- 雄勝中学校
- 大須中学校

小学校
- 雄勝小学校
- 船越小学校
- 大須小学校

合併後の2013年、船越小学校が雄勝小学校に統合。2017年、雄勝小学校、大須小学校、雄勝中学校、大須中学校の4校が統合し、雄勝小学校と雄勝中学校が小中併設校として雄勝町大浜に開校した。

## 交通

### 鉄道
町内を鉄道路線は通っていない。鉄道を利用する場合の最寄り駅は、JR石巻線女川駅。

### バス
- 路線バス(宮交石巻バス)
  - 石巻駅前〜雄勝・船越・大須浜

### 道路
- 一般国道
  - 国道398号
- 都道府県道
  - 宮城県道192号石巻雄勝線
  - 宮城県道238号釜谷大須雄勝線

## 名所・旧跡・観光スポット・祭事・催事
- 八景島
  - 八景島暖地性植物群落（国の天然記念物）
- 雄勝硯伝統産業会館
- 雄勝石ギャラリー
- 雄勝ローズファクトリーガーデン
- 白銀神社
- 大須埼灯台

### レジャー
- 荒浜海水浴場
- 峠崎自然公園
- B&G海洋センター

### 祭り・イベント
- 春祈祷
- 春季例大祭
- 名振のオメツキ（宮城県指定無形民俗文化財）
- おがつクラフトフェア
- おがつウニまつり
- 三陸・雄勝 海の幸トレイルランニング
- おがつの芸祭 鼓舞
- おがつホタテまつり

### 地域・伝統芸能
- 雄勝法印神楽（国の重要無形民俗文化財）
- 獅子舞
- 雄勝町伊達の黒船太鼓

### 名産品
- 雄勝石 - 黒色粘板岩、玄昌石とも呼ばれる。
  - 雄勝硯（日本国内産では90%シェア）
  - 天然スレート（東京駅丸の内駅舎の屋根材としても利用されている。）
- 雄勝箪笥